# 콘월 내셔널스
| 콘월 내셔널스   |                             |
| 설립연도        | 2016년                      |
| 해체연도        |                             |
| 역사            | 콘월 내셔널스 (2016년~현재) |
| 경기장          | 콘월 시빅 콤플렉스          |
| 연고지          | 온타리오주 콘월             |
| 상징색          | 검정, 빨강, 하양 '          |
| 구단주          | 로드니 리베트 미치 가니에   |
| 단장            | 미치 가니에                 |
| 감독            |                             |
| 정규시즌 우승   | -                           |
| 플레이오프 우승 | -                           |
| 영구 결번       | -                           |

콘월 내셔널스(Cornwall Nationals)는 캐나다 온타리오주 콘월을 연고지로 하는 FHL 소속 아이스 하키팀이다.

## 역대 홈경기장
| 경기장             | 사용기간    | 수용인원 | 장소            | 비고 |
| ------------------ | ----------- | -------- | --------------- | ---- |
| 콘월 내셔널스      |             |          |                 |      |
| 콘월 시빅 콤플렉스 | 2016년~현재 | 1,680명  | 온타리오주 콘월 | 빈칸 |